# Ctenacanthiformes
Die Ctenacanthiformes sind die bedeutendste Gruppe ausgestorbener, haiähnlicher Knorpelfische. Unter ihnen sind wahrscheinlich die Vorfahren der heutigen Haie und Rochen. Sie lebten vom Mittleren Devon bis zur Trias.

## Merkmale
Die Ctenacanthiformes hatten zwei jeweils mit einem starken Stachel versehene Rückenflossen. Die Stachel hatten eine äußere Lage aus Enameloid, einer schmelzartigen Substanz, fußten tief in der Rückenmuskulatur und wurden an der Hinterseite von dreieckigen Knorpelplatten gestützt. Die Afterflosse befand sich weit hinten kurz vor der heterocerken, äußerlich symmetrischen Schwanzflosse. Wie die modernen Elasmobranchii hatten die Ctenacanthiformes ein dreibasiges Brustflossenskelett. Ihre Zähne waren cladodont. Die Chorda dorsalis hatte keine Einschnürungen. Die Fische wurden bis 2,5 Meter lang.

## Systematik

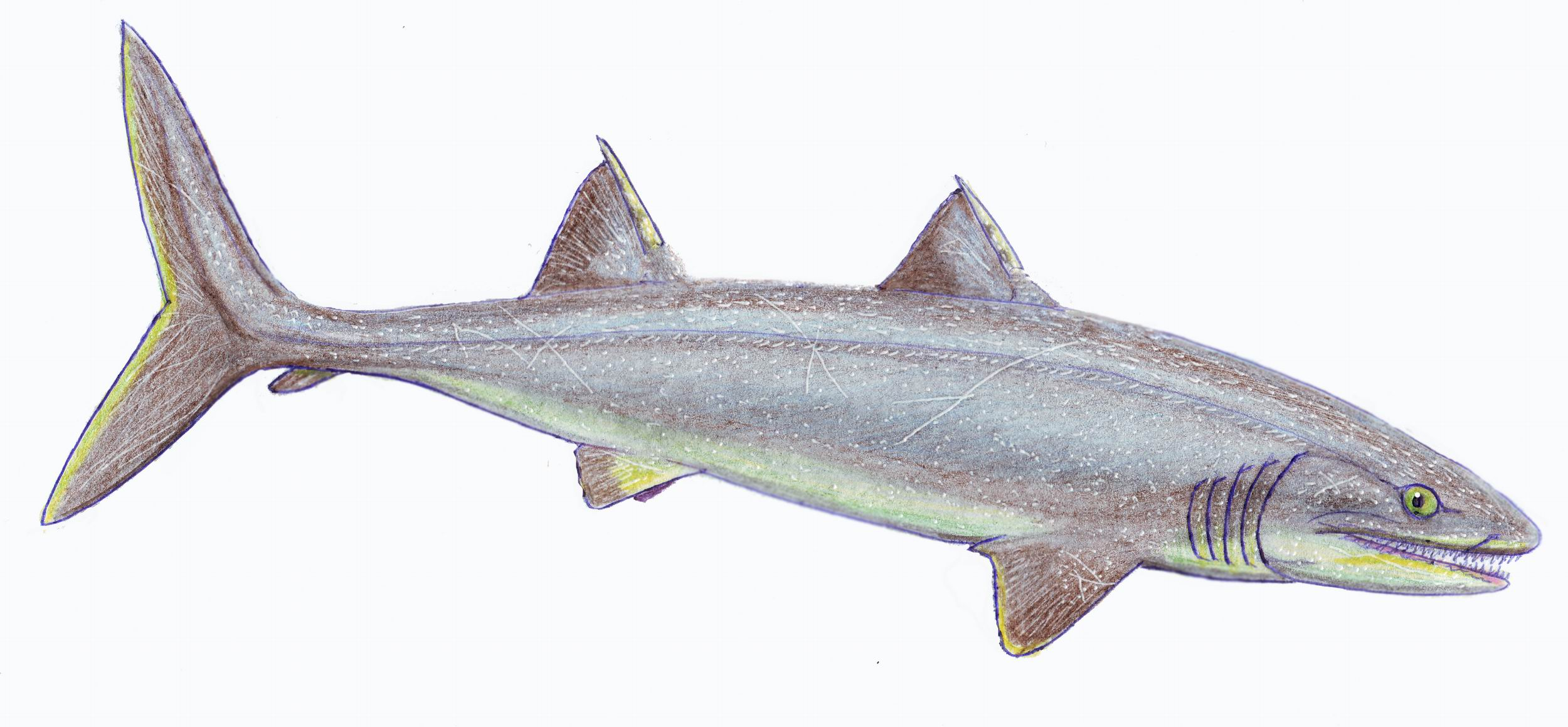
Glikmanius occidentalis aus dem Karbon von Nordamerika und Russland

Die Ctenacanthiformes werden in drei Familien unterteilt. Zwei Gattungen stehen incertae sedis und können keiner Familie zugeordnet werden.
- Acronemus
- Carinacanthus
- Familie Ctenacanthidae, Oberes Devon bis Mississippium
- Familie Bandringidae, Pennsylvanium, vor allem im Süßwasser, Schnauze mit verlängertem Rostrum
- Familie Phoebodontidae, Mittleres Devon bis Obere Trias
- Familie Thrinacodontidae, unteres Karbon[1]

Da die Hybodontiformes und die modernen Haie und Rochen, die Neoselachii, aus den Ctenacanthiformes hervorgegangen sind, gelten sie als paraphyletisch.